# مدرسة سانت مارغريت
مدرسة سانت مارغريت (بالإنجليزية: St. Margaret's School)‏ في فكتوريا في كولومبيا البريطانية في كندا، وهي مدرسة دولية داخلية لا مذهبية خاصة بالفتيات فقط، وتتواجد فيها صفوف ما بين مرحلة رياض الأطفال حتى الصف الثاني عشر، وهي تقع على مساحة 22 فدان (89,000 متر مربع)، وهي أقدم مدرسة مستقلة في جزيرة فانكوفر.
شعار مدرسة سانت مارغريت هوَ الخدمة مع الحب (باللاتينية: Servite in Caritate).